# Sancho Mittara
Sancho (III) Mittara (ca. 830 - voor 887) was vanaf 864 hertog van Gascogne. Zijn bijnaam zou uit het Arabisch afkomstig zijn en de Verschrikkelijke betekenen.
Sancho werd hertog in 864, als opvolger van zijn neef Arnold. Hij regeerde praktisch onafhankelijk en noemde zichzelf in zijn aktes zelfs 'koning'. Sancho versloeg de Vikingen die zich aan de monding van de rivier de Ardour hadden gevestigd. Sommige bronnen noemen ook een Sancho II Mitarra maar vermoedelijk betreft dit dezelfde persoon als deze Sancho.
Sancho was zoon van Sancho Sanchez van Gascogne. Hij was vader van:
- Garcia II van Gascogne
- Anepalafred, die een kerk stichtte in "Bonos Casales", gewijd aan de apostel Paulus, als dank omdat hij na enkele jaren van ziekte was genezen.